# Polskie Związki Zawodowe
Polskie Związki Zawodowe – związki zawodowe o orientacji narodowo-solidarystycznej, utworzone w Królestwie Polskim z inicjatywy Narodowej Demokracji, później pozostające pod wpływem Narodowego Związku Robotniczego. Narodowy Związek Robotniczy przystąpił do organizowania swoich związków zawodowych (zwanych początkowo „narodowymi”, później – „polskimi”) w listopadzie 1905 roku, jednak trwałe i wpływowe związki „polskie” zaczęły powstawać, jako legalne, od wiosny 1906 roku. 
Główną wytyczną ideowo-polityczną PZZ była wrogość do socjalizmu i rewolucji, odrzucenie zasady walki klas, akceptowanie prywatnej własności środków produkcji. Związki te stały zasadniczo na gruncie solidaryzmu. Wprawdzie uznawały one stosowanie strajku, ale tylko jako ostateczność, koncentrowały się na działalności samopomocowej. Tym niemniej PZZ zyskiwały popularność wśród robotników (np. Łodzi) ostrymi atakami na burżuazję niepolską, a zwłaszcza niemiecką i żydowską. Choć NZR wysuwał postulaty antycarskie (w tym hasło niepodległości), PZZ akcentowały swój legalizm. 
Czołowymi działaczami związków „polskich” byli: Gustaw Simon - publicysta endecki, Jan Brzeskot - działacz polskiego ruchu związkowego w Westalii, Leon Matla, bracia Jan i Józef Długokęccy. Organem prasowym endeckiego ruchu zawodowego był tygodnik „Życie Robotnicze” redagowany przez Gustawa Simona. Największym z „polskich” związków było Stowarzyszenie Zawodowe Przemysłu Włókienniczego „Jedność”, które swoją działalność na całe niemal Królestwo, skupiając 33,5 tys. członków. PZZ osiągnęły swe apogeum w latach 1906–1907. Później represje władz  spowodowały kryzys narodowego ruchu zawodowego (np. związek „Jedność” zmalał do 4 tys. członków w 1909 roku, a w 1910 został zdelegalizowany). 
Odbudowa PZZ nastąpiła w czasie I wojny światowej. W końcu 1914 roku odrodził się związek włókniarzy „Praca” w Łodzi, jesienią 1915 roku PZZ w Warszawie. Od października 1916 roku zaczęto wydawać w Warszawie organ PZZ „Wiadomości Robotnicze”. W lutym 1918 roku doszło do zjednoczenia PZZ w Królestwie Polskim. Pod względem politycznym PZZ wraz z NZR popierały aktywistyczną orientację Piłsudskiego. W warunkach rabunkowej polityki okupanta niemieckiego i austro-węgierskiego spowodowało to gwałtowny spadek popularności PZZ w 1917 roku. Strajki ekonomiczne w 1918 roku przyczyniły się do radykalizacji PZZ, które oświadczyły, że stają na gruncie klasowym, uznając jako metodę poprawy losu robotników walkę strajkową. 
W latach 1920–1921 Polskie Związki Zawodowe połączyły się z działającym w zaborze pruskim Zjednoczeniem Zawodowym Polskim. 